# Gratulation

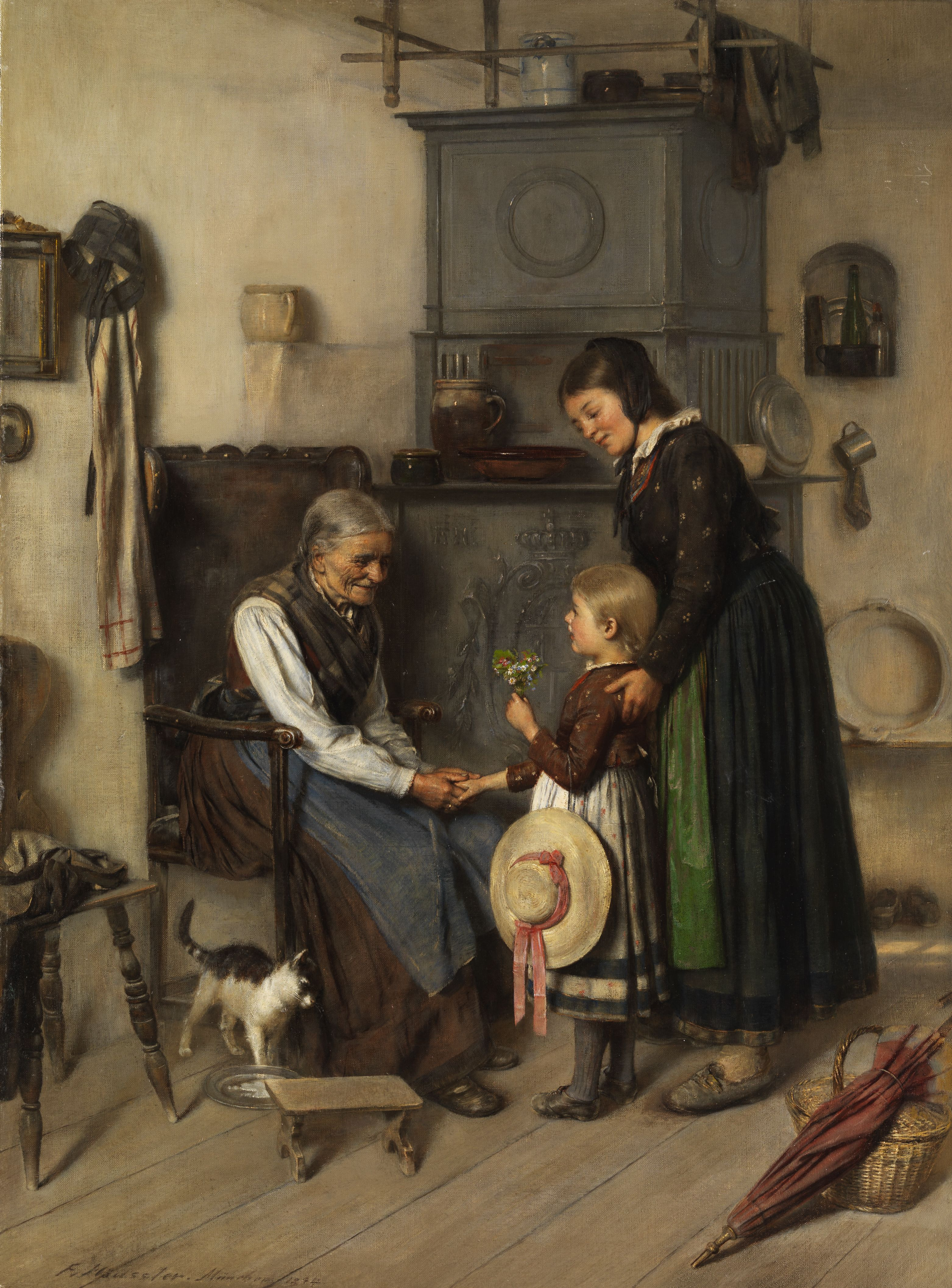
Kleine Gratulantin, Franz Erdmann Häussler, 1874

Eine Gratulation (seit dem 16. Jahrhundert gebräuchlich, aus lat. grātulatio, dies zu grātulāri, Wortsippe grātus „willkommen“ und grātia „Gunst“, „Dank“, „Anmut“) oder ein Glückwunsch (für die Zukunft oder im Sinne einer aktuellen Glücksbestätigung) ist ein Zeichen der positiven Anteilnahme an einem Ereignis, die vom Empfänger der Gratulation überwiegend als freudig empfunden wird. Derjenige, der die Gratulation ausspricht, ist der Gratulant (Wort gebräuchlich seit dem 18. Jahrhundert). Die Art und Weise einer Gratulation und die Anlässe dazu unterliegen bestimmten gesellschaftlichen Konventionen, Bräuchen und Ansprüchen.
Der selten verwendete Ausdruck Gratulationsadresse bezeichnet eine sehr förmliche, meist schriftliche Art der Gratulation.

## Merkmale einer Gratulation
Gratuliert wird oft zu persönlichen Erfolgen, aber auch zu nicht aktiv vom Empfänger herbeigeführten Ereignissen wie etwa zu Geburtstagen oder persönlichen Glücksfällen. Die gratulierende Person, der Gratulant, drückt mit der Gratulation die Sympathie mit dem Beglückwünschten aus und zeigt, dass sie dessen Freude teilt.

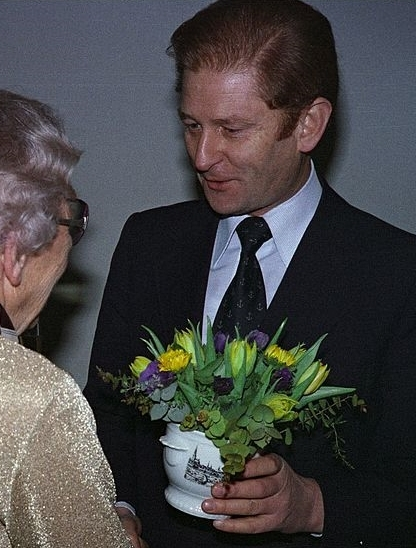
Der Hamburger Senator Alfons Pawelczyk gratuliert einer Parteifreundin zum Geburtstag (1988).

Die Gratulation zum Geburtstag einer Person ist Zeichen der Verbundenheit mit ihr und zielt auf die Wertschätzung dieses Menschen ab. Früher war für diese Konzentration auf den persönlichen Tag eines Menschen – oft als Ehrentag bezeichnet –, auch die Gratulation zum Namenstag üblich, der damit den heutigen Stellenwert des Geburtstags hatte.
Gratuliert wird stets zu persönlichen Angelegenheiten; solche Gratulationen respektive Glückwünsche können auch im Nachhinein erfolgen. Die Glückwünsche hingegen, die zu allgemeinen Ereignissen wie etwa zu den großen Feiertagen Weihnachten und Ostern oder zum Jahreswechsel ausgesprochen werden, sind keine Glückwünsche im hier verstandenen Sinne der Gratulation, sondern tatsächliche Wünsche für eine gute und in der Regel erst bevorstehende Zeit. Demgegenüber ist der Glück„wunsch“ im Sinne einer Gratulation kein oder nicht nur Wunsch als ein Zuspruch, Verlangen oder Begehren, sondern eine Bestätigung des vom Beglückwünschten erlebten Glücksfalls bzw. der Ausdruck der Anteilnahme des Gratulanten daran.
Eine Gratulation kann entweder verbal oder in Schriftform ausgesprochen werden, oft mittels Floskeln wie z. B. „Herzlichen Glückwunsch zu …“ oder „Ich gratuliere dir/Ihnen zu …“. Sie ist im persönlichen Kontakt von nonverbalen Ausdrucksformen wie Händeschütteln, Lächeln oder bestimmten Gesten und beim Sprechen von einem entsprechenden Tonfall begleitet.
Gratulationen können eine formale oder gar rituelle Bedeutung haben, hinter der nicht unbedingt echte Anteilnahme stecken muss. So ist es etwa bei bestimmten sportlichen Wettkämpfen üblich, dass der Verlierer dem Sieger zu dessen Sieg gratuliert, um dadurch die eigene geistige Größe zu demonstrieren und nicht als „schlechter Verlierer“ dazustehen, aber auch um Respekt vor dem Können des Gegners auszudrücken. Auch verlangt es die gesellschaftliche Konvention, unter gewissen Umständen Personen, zu denen man in einem bestimmten Verhältnis steht, zu erfreulichen persönlichen Ereignissen wie etwa dem Geburtstag oder der Hochzeit zu gratulieren. Die Gratulation wird in solchen Fällen erwartet und ihre Unterlassung kann als Affront gelten.